# 奧萊亞縣
奧萊亞縣（Auraiya）是印度的一個縣，位於該國北部，由北方邦負責管轄，面積2,054平方公里，每年平均降雨量792毫米，識字率為80.25%，2011年人口普查總人口數為1,372,287人，人口密度平均每平方公里668人。

## 外部連結
- 官方网站

26°28′00″N 79°31′00″E / 26.4667°N 79.5167°E